# Большое Кривощёково
Большое Кривощёково — деревня (село), располагавшаяся на территории современного левобережья Новосибирска к северу от устья реки Тулы. Основано в конце XVII — начале XVIII века. К 1890 году Большое Кривощёково было центром Кривощёковской волости. Кривощёковская церковь стала главным религиозным местом для десятков поселений.

## История

### Основатель деревни
Основателем деревни был томский служилый человек Кривощёк-Креницын, что документально подтверждается в отписке приказчика Бердского острога Ивана Петровича Буткеева к коменданту Кузнецка Синявину в 1716 году.

### Версии о возникновении деревни
Существуют разные гипотезы о возникновении Кривощёково. Писатель-романист Анатолий Садыров в своих произведениях рассказывает о том, что кузнецкий комендант Борис Синявин по приказу Петра I послал Фёдора Криницина по прозвищу Кривощёк основывать на левом берегу Оби деревню, однако никаких серьёзных доказательств этой версии он не приводит. Журналист Фёдор Григорьев считает, что Кривощёково появилось летом 1697 года, «когда в сопредельной телеутской землице к власти пришёл Сал (Шал) Табунов», старший сын хана Табуна, ставший последним правителем Теленгутского государства. Именно в это время русские начинают интенсивно продвигаться в верх Приобья, из-за чего Шал должен был отступить и заключить с Джунгарией договор о военно-политической поддержке, но никаких документальных источников, подтверждающих эту датировку, не найдено. В «Чертёжной Книги Сибири» Семёна Ремезова 1699—1701 годов Кривощёковской деревни к северу от реки Толо (Тула) также нет. Тем не менее эту версию косвенно подтверждают исследования историков Юрия Сергеевича Булыгина и Марины Михайловны Громыко, которые попытались вычислить возраст деревни по анкетам работников Колыванских заводов. Из этих источников известно, что крестьянин Дементий Панафиндин поселился в Кривощёкове не позже 1708 года, в допросе крестьянина Ванкова указывается, что он родился в 1702 году в деревне Малой Кривощёковой, из чего следует, что в 1702 году деревня уже не только существовала, но и «отпочковала» от себя Малокривощёковскую, а значит «возникла не позднее последних лет XVII века».

### Первые документальные сведения
В источнике 1708 года поселение упоминается как «новоселебная… на Телеутской (Калмыцкой) меже».
В числе первых документов с информацией о Кривощёкове — работа академика Герхарда Миллера «Описание Кузнецкого уезда Тобольской Провинции в Сибири в нынешнем его состоянии, в сентябре 1734 г.»:

«Восьмой дистрикт, относящийся к Чеускому острогу, включает в себя до 50 деревень по обе стороны Оби… Имеющиеся здесь деревни с церквями: 1. Кривощёкова Большая или Никольское село, на западном берегу Оби, в 3 верстах ниже устья Ини…»

### Наводнения и начало переезда
В различных исторических и публицистических произведениях причиной сноса Кривощёково называют строительство Транссибирской магистрали, однако вопрос о его переносе возник раньше. В 1890, 1891 и 1892 годах Кривощёково пострадало от трёх масштабных наводнений, разрушивших множество построек и запасов с продовольствием. После второго наводнения (1891) отдельные семьи кривощёковцев стали переселяться в другие места. Одни из них обосновались чуть выше села на горе (совр. Горский жилмассив), где к 1892 году было уже 30 домов. Другие поселились в устье реки Каменки на правый берег Оби, первым переселившимся сюда был купец Чередов, тут же построил мельницу крестьянин А. Рудзинский.
23 августа 1892 года после очередного наводнения состоялся крестьянский сход, который в присутствии старосты Н. Копнина решил перенести поселение на другую территорию. Причиной переселения в прошении к администрации назывались три последних наводнения, ещё одним поводом для переезда указывалось строительство железной дороги, после возникновения которой, как считали кривощёковцы, «совсем неудобно будет жить». Одна часть жителей хотела переехать на гору выше Кривощёкова, другая — в устье Каменки. 8 декабря 1892 года прошение было направлено в Главное управление Алтайского округа. Администрация была не против переноса поселения и для определения нового места отправила межовщика Пеньковского, который сразу же разрешил заселяться на земле, находившейся в наделе Кривощёково. Гораздо сложнее было переселиться в устье Каменки, здесь уже стояли дома кривощёковцев, однако этот засёлок был отнесён к самовольному поселению, так как располагался на границе бора Кабинета Его Величества. Кривощёково и десять других деревень имели общий земельный надел, законно же переселение разрешалось лишь с согласия жителей данных поселений, однако приговоров от них кривощёковцы не предоставили, из-за чего администрация не разрешила переезд в устье Каменки.
Запрет на переселение не остановил жителей, летом 1893 года кривощёковцы запросили у сельских обществ, имеющих общий с селом земельный надел, разрешение на переезд, после чего семь деревень дали согласие: Малое Кривощёково, Бугринское, Вертковка (Бугринское сельское общество), Ерестная (Ерестное сельское общество), Огурцово, Нижнечемская и Верхнечемская. Жители Барышевского сельского общества (Ельцовка, Усть-Инская, Новолуговая) были не против заселения жителей Кривощёкова на гору, но возражали против их переезда в устье Каменки, потому что на эту территорию претендовала Усть-Инская деревня.

### Переселение жителей во время строительства моста
С началом строительства моста через Обь жители мотивировали своё желание переехать на новое место уже не только из-за наводнений. Главной причиной теперь была железная дорога. Постройка дамбы от горы до Оби, по мнению кривощёковцев, должна была привести к постоянным наводнениям. Переселение на гору в левобережье их также теперь не устраивало, так как при возведении дамбы должны были засыпать расположенное под горой озеро, откуда они брали для своих нужд воду.
Сельский сход единодушно принял решение о переезде в устье Каменки на место, расположенное в 2 верстах от железнодорожного моста. Вместе с новым прошением были направлены и приговоры 10 деревень Кривощёковской волости. 31 января 1894 года просьбы крестьян были отвергнуты, кроме того, самовольные постройки кривощёковцев на правом берегу планировалось снести. Самовольным переселенцам предложили место в левобережье или за бором на Каменке. Тем не менее обосновавшиеся на правом берегу кривощёковцы проигнорировали распоряжения Главного управления Алтайского округа и остались на прежнем месте; кроме того, с 1893 года к ним начали переселяться строители железнодорожного моста и жители из Кривощёковского выселка.

### Население
Первыми жителями Кривощёкова были Никита и Степан Сизиковы, Зиновий и Фёдор Саломатовы, Зиновий Логинов, И. Туляпсин, В. Тарский.
Большая часть первопоселенцев состояла из осевших на землю томских служилых людей и их потомков, некоторые из которых тогда ещё были на службе.
По данным первой ревизии 1719—1721 годов в деревне насчитывалось 104 разночинца и 22 крестьянина мужского пола. На тот период в деревне жили Чистяковы, Ощепковы, Банщиковы, Быковы, Томиловы и т. д. Насчитывается около 40 фамилий.
В 1725 году к деревне дополнительно были приписаны 10 душ м. п., в 1727 году — 1 и в 1729 году — 1. Кроме того, сюда вместе с семьями переселились 5 разночинцев, которых учли в первой ревизии в Чаусском остроге, и ещё 2 занесённых в списки той же ревизии в Большой Оёшской. При второй ревизии в Кривощёкове учтено 239 разночинцев м. п., 43 крестьяна м. п.
В 1750—1760 в селе было 27 семей: Чистяковы, Быковы, Подгорбунские, Некрасовы, Тюменцевы, Пайвины, Белоусовы, Ощепковы и т. д. Все они в основном принадлежали к разночинцам, то есть к потомкам служилых людей, нёсших казачью службу в XVII веке в Томске.
В 1820-е годы из деревни исчезли семьи Булановых, Ощепковых, Барабанщиковых, Пайвиных, Чернышёвых и Томилиных; в то же время появились новые семьи: Денисовы, Воронины, Неупокоевы, Каренгины, Филюшевы. В селе насчитывалось 38 семей (88 ревизских душ м. п.).
В 1842 году в Кривощёкове было до 42 хозяйств; население составляло 100 ревизских душ м. п.
В 1858 году насчитывалось 49 дворов и 283 жителя обоего пола (143 мужчины). Из протогородских поселений Большое Кривощёково занимало 4-е место по численности населения после Ересной, Малокривощёковской и Бугринской.
В 1881 году в деревне было 30 разночинских и 170 крестьянских дворов.
В 1883—1889 годы количество домохозяйств было в пределах 105—120, в тот период здесь проживало от 200 до 228 мужчин.

### Виды трудовой деятельности
Жители Большого Кривощёкова были задействованы в различных сферах труда.
В деревне была заводь, в ней проводился осмотр и ремонт барок, дощаников, паузков и других судов. Жители поселения перегоняли скот и лошадей, сплавляли суда, распахивали землю, работали в артелях «бугровщиков», промышляли извозом на Барнаульском гужевом тракте. Проживавшие в деревне беломестные казаки занимались охраной водных путей и перевоза (подводной гоньбы) по Сибирскому тракту на отрезке между Убинским озером и Умревинским острогом.
В документах упоминается строитель Павел Кузьмин, получивший за период 1724—1727 годов 268 рублей 29 копеек за «построенные в Чаусе и Кривощёкове 10 амбаров» под хранение зерна, соли,
веревины, парусины и «разных железных снастей».
Многие кривощёковцы занимались «свободным отходничеством» — поиском золотых руд на Салаире и серебряных залежей Алтая. Императорский кабинет разрешал «вольную промывку» руды и вёл учёт её добычи. В допросных книгах Чаусского острога сохранились приёмные расценки и имена «охочих людей».

### Торговля
Существовали торговые связи с другими населёнными пунктами. 18 мая 1739 года крестьянин деревни В. Быков подал в Чаусскую судную избу прошение «…плыть на барке вниз по Оби реке до Нарыма, Сургута и до Берёзова городов с хлебом своей пахоты…» От И. Пайвина и И. Ощепкова поступили аналогичные просьбы.

### Сельское хозяйство
В 1823 году в хозяйстве деревни было 170 голов рогатого скота, 200 лошадей, 145 десятин пашни. В начале XIX века в большей части дворов имелся излишек лошадей: в среднем на одного работника м. п. приходилось больше 4 голов, а более состоятельные дворы содержали свыше 15 голов. Самым богатым жителем был Андрей Семёнов Шмаков, который содержал 23 лошади, 12 коров, а также распахивал 18 десятин пашни.
К 1842 году в деревне насчитывалось 335 голов скота, запашка увеличилась до 190 десятин, из-за чего возросло и количество колёсчатых мельниц, «с давних пор» строившихся на правом берегу Оби у реки Каменки. 1/4 аграриев Кривощёкова были состоятельными, ещё столько же имели средний достаток, остальные 50 % были бедными.

## Образование
В селе располагалось училище, в котором в 1890 году обучались 25 мальчиков и 15 девочек. Преподавателями были Н. Шелков и дьякон А. Европейцев, преподававший Закон Божий.

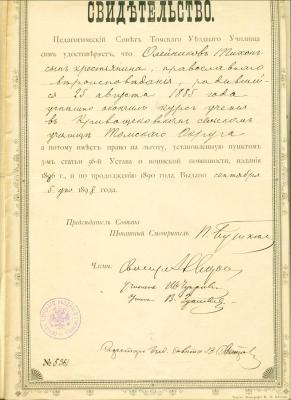
Свидетельство 1898 года об окончании Кривощёковского сельского училища

## Управление
В 1823 году раскладчиками в поселении были Степан Семёнов Некрасов с 36-летним братом Яковым, старшиной — 34-летний «середняк» Гаврило Иванов Погадаев. Гарантом законности документа выступал рукоприкладчик Козьма Чистяков, который традиционно ставил за выборных свою подпись.
В 1842 году в качестве раскладчика и рукоприкладчика был 33-летний Емельян Прокопьев Мухин, старшиной тогда был зажиточный житель села Леонтий Епанчинцев.
В 1881 году в селе построили новые здания полицейского управления и волостного правления.

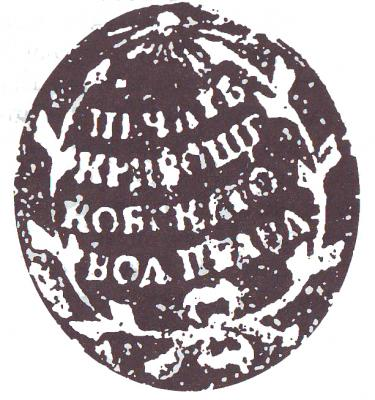
Оттиск печати Кривощёковского волостного правления

## Инфраструктура
В 1892 году в Большом Кривощёкове были три улицы, которые отходили лучами от Базарной площади. Главная улица пролегала от Базарной к Соборной площади, где были различные постройки Николаевской церкви.

## Археологические раскопки
В сентябре 2018 года в связи с запланированной постройкой автомобильного моста через Обь, который должен пройти по территории бывшего Кривощёкова, сотрудники Института археологии и этнографии СО РАН приступили к спасательным археологическим раскопкам, их проводили возле Первого железнодорожного моста близ станции «Левая Обь». При раскопках были найдены свыше 470 захоронений, датируемых XVIII—XIX веками. Подавляющая часть погребений была сделана по православному обряду. Также обнаружены католические захоронения. Кроме того, были найдены более 300 нательных крестов, керамика XIX века и другие артефакты.